# کک ۵۸۱۱
سیارک ۵۸۱۱ (به انگلیسی: 5811 Keck، نامگذاری:1988KC) پنج هزار و هشتصد و یازدهمین سیارک کشف شده‌است که در ۱۹ مه ۱۹۸۸ کشف شد.
قدر مطلق سیارک برابر ۱۳٫۰۰ است.